# Lycianthes urnigera
Lycianthes urnigera är en potatisväxtart som beskrevs av Friedrich August Georg Bitter. Lycianthes urnigera ingår i Himmelsögonsläktet som ingår i familjen potatisväxter. Inga underarter finns listade i Catalogue of Life.